# József Csermely
József Csermely (3 de enero de 1945) es un deportista húngaro que compitió en remo.
Participó en dos Juegos Olímpicos de Verano en los años 1968 y 1972, obteniendo una medalla de plata en México 1968 en la prueba de cuatro sin timonel. Ganó dos medallas de plata en el Campeonato Europeo de Remo, en los años 1967 y 1969.

## Palmarés internacional
| Juegos Olímpicos   | Juegos Olímpicos          | Juegos Olímpicos | Juegos Olímpicos   |
| Año                | Lugar                     | Medalla          | Prueba             |
| ------------------ | ------------------------- | ---------------- | ------------------ |
| 1968               | Ciudad de México (México) | Medalla de plata | Cuatro sin timonel |
| Campeonato Europeo |                           |                  |                    |
| Año                | Lugar                     | Medalla          | Prueba             |
| 1967               | Vichy (Francia)           | Medalla de plata | Cuatro sin timonel |
| 1969               | Klagenfurt (Austria)      | Medalla de plata | Cuatro sin timonel |